# Françoiz Breut
Pour les articles homonymes, voir Breut.
 (avril 2022).
Françoiz Breut, également  connue sous le nom de Françoiz Brrr, est une chanteuse et illustratrice française, née le 10 décembre 1969 à Cherbourg (Manche).
Elle vit à Bruxelles.

## Biographie
Françoiz Breut suit des cours à l'École des beaux-arts de Caen. Après un passage à Dunkerque, elle s'installe à Nantes où elle rencontre, au début des années 1990, le chanteur Dominique A qui devient ensuite son compagnonjusqu'en 1999 . En 1993, elle réalise le livret de Si je connais Harry, deuxième album de Dominique A, où elle apparaît au chant. C'est lui qui lui propose  de l'accompagner sur scène et sur disque. Elle continue néanmoins le dessin et son travail de plasticienne, et ils s'installent à Bruxelles.
Son premier album de chanson, simplement intitulé Françoiz Breut, est d'inspiration minimaliste. Composé et réalisé en grande partie par Dominique A, il sort  en 1997 et a un certain retentissement, notamment hors de France, intéressant des groupes américains comme Calexico (qui reprend Ma colère) ou The Walkabouts. En 1997, elle chante sur le titre La Plume de l'album Comme on a dit de  Louise Attaque. 
Un deuxième album voit le jour à l'automne 2000 : Vingt à trente mille jours, auquel collaborent, entre autres, Dominique A, Jérôme Minière, Philippe Katerine, Philippe Poirier (Kat Onoma), Yann Tiersen, Pierre Bondu, Gaëtan Chataigner (The Little Rabbits), Sacha Toorop (Zop Hopop), Joey Burns (Calexico) et Fabrice Dumont (Autour de Lucie). Le disque reçoit un très bon accueil de la critique et du public.
Elle continue en parallèle à illustrer des disques (Black Session de Yann Tiersen) et des livres pour enfants, et à exposer ses créations graphiques, qui l'accompagnent très souvent lors de ses tournées et ses concerts en France et à l'étranger. En 2002 et 2003, elle effectue des tournées en France et à l'étranger. En février 2004, elle fait une tournée en Australie.
Elle enregistre en 2004 à Bruxelles (où elle vit aujourd'hui) son troisième disque, Une Saison volée, sorti en mars 2005. En 2005 et 2006, elle effectue une tournée en France et à l'étranger (en, Australie et en Allemagne notamment).
En novembre 2008, elle sort un nouvel album intitulé À l'aveuglette.
En juin 2011, elle enregistre son 5e album après une tournée américaine et un travail de plus d'un an en compagnie de Stéphane Daubersy, guitariste de Mièle. Pour cet opus produit par Don Nino sous le titre La Chirurgie des sentiments, elle retrouve également F.lor, producteur de Vingt à trente mille jours en 2000, pour l'enregistrement des batteries avec Shane Aspergren (batteur de Berg sans Nipple). Cet album sort en France le 3 octobre 2012 sur le label Caramel Beurre Salé.
Au printemps 2015, elle part enregistrer Zoo, son 6e album, à Bristol, chez Adrian Utley, cheville ouvrière de Portishead, en compagnie du multi-instrumentiste Stéphane Daubersy d'Antoine Rocca aux claviers et Patrick Clauwaert à la batterie. Le disque sort en mars  2016 chez Caramel Beurre Salé, label belge et il sera défendu sur scène par un quatuor composé de Stéphane Daubersy, Roméo Poirier et Marc Mélia  aux claviers. Le disque sort en février 2016 chez Caramel Beurre Salé.
En 2017, elle reçoit l'octave « chanson française » décernée par les Octaves de la musique[réf. nécessaire].
Le 9 avril 2021, elle sort un nouvel album, sur le label 30 février, intitulé Flux flou de la foule, enregistré entre novembre 2018 et mai 2020.

## Discographie

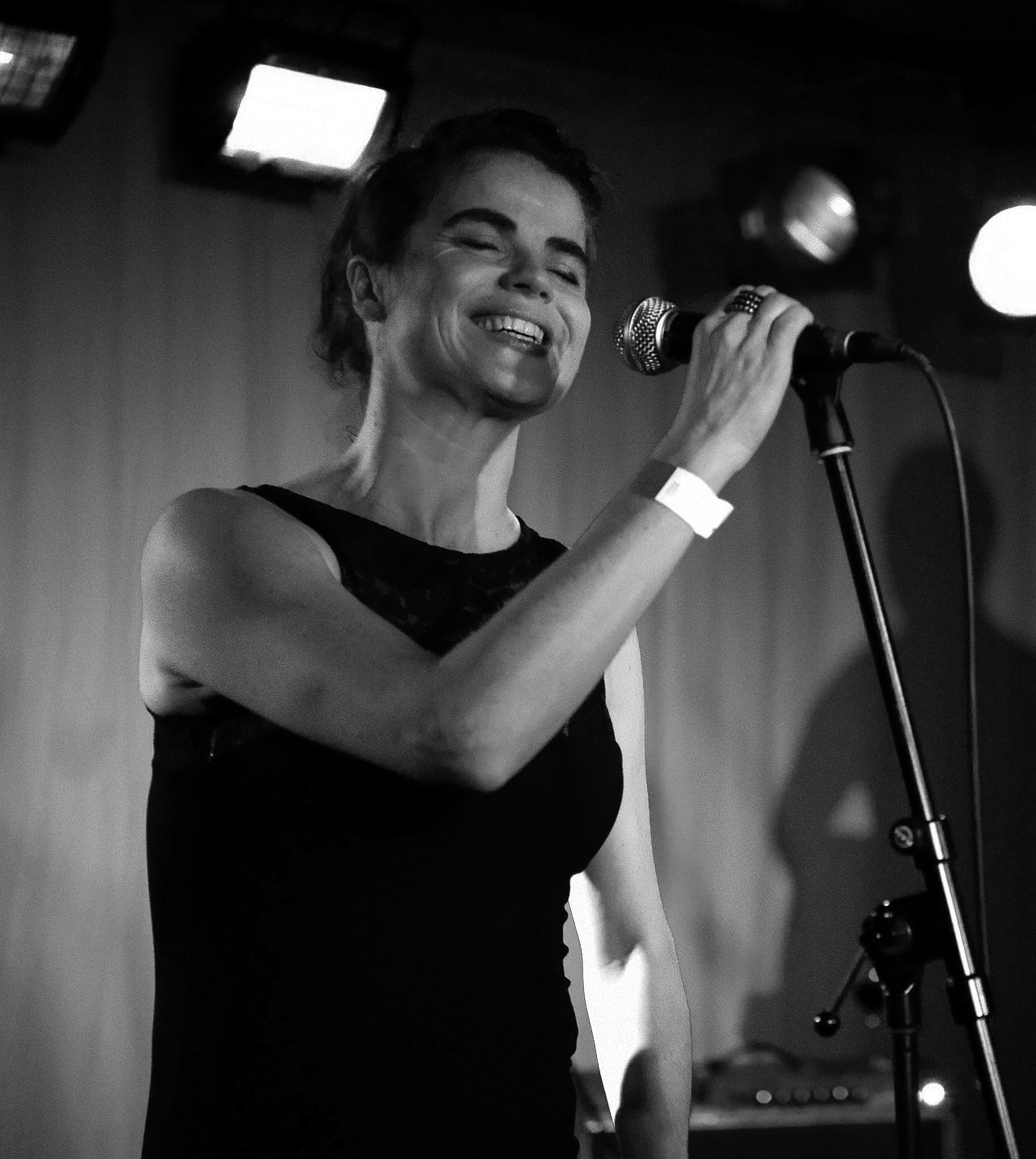
Françoiz Breut en concert en 2009.

### Albums studio
- 1997 - Françoiz Breut
- 2000 - Vingt à trente mille jours
- 2005 - Une saison volée
- 2008 - À l'aveuglette
- 2012 - La Chirurgie des sentiments
- 2016 - Zoo
- 2021 - Flux flou de la foule
- 2024 - Vif !

### Compilations et albums en public
- 2018 - Label Pop Session (Mini-album) (enregistré le 24 février 2016 au Studio 107 de la Maison de la Radio et diffusé le 27 mars 2016 dans l'émission Label Pop sur France Musique)
- 2023 - Cover songs in Inferno (album de 10 reprises) (avec Don Nino)

### Participations
- 1993 : avec Dominique A, chant sur Chanson de la ville silencieuse, L'Amour, Un ménage et L'Adversité, titres présents sur l'album Si je connais Harry.
- 1994 : avec Squad Femelle, chant sur Little female cook, My poor Darling, Landemer et Drawing girl, titres disponibles sur le 45 tours The Shower curtain project (dont elle a illustré les pochettes).
- 1995 : avec Dominique A, chant sur Le Twenty-two bar, Les Hauts quartiers de peine, Hear no more, dear no more et Le Travail, titres présents sur l'album La Mémoire neuve.
- 1998 : avec Mercedes Audras, chant sur Tu ne dis rien, titre disponible sur l'album Comme un seul Homme (30 artistes se mobilisent pour le don d'organe).
- 1998 : avec Dominique A, chant sur Portsmouth, titre disponible sur le EP L'Attirance.
- 1999 : avec Yann Tiersen, chant sur Les Forges, titre disponible sur l'album Black Session.
- 2000 : avec Louise Attaque, chant sur La Plume, titre présent sur l'album Comme on a dit et sur la Black session du 20 mars 2000.
- 2000 : avec Julien Ribot, chant sur ?, titre présent sur l'album Hôtel Bocchi.
- 2002 : avec Calexico, chant sur Ballad of cable hogue et Si tu disais, titres présents sur le DVD World drifts in (Live 2002).
- 2002 : avec Refree, chant sur Ausiente, titre présent sur l'album Quitamiedos por refree.
- 2002 : avec Dominique A, chant sur Les Menteurs, S'ils te voyaient et Teenage kicks, titres enregistrés entre 1994 et 1998, présents sur le coffret longBox Le Détour.
- 2005 :  chant sur La confession, titre disponible sur le double album Tôt ou tard (l'album de duos des artistes du label Tôt ou tard).
- 2005 : avec Da Silva, chant sur Décembre en été, titre présent sur l'album Décembre en été.
- 2006 : avec David Delabrosse, chant sur L'étoile du nord, L'arrivée et Sache, titres présents sur l'album 13m².
- 2008 : avec Ted Barnes, chant sur All thats real, Squeezebox et Dreams and hopes, titres présents sur l'album Portal Nou.
- 2010 : avec Angil and the Hiddentracks, chant sur Thelma or Louise, titre présent sur l'album The And.
- 2011 : avec Frànçois & The Atlas Mountains, chant sur Cherchant des ponts (album E Volo Love).
- 2012 : avec Gratuit, chant sur Mes lumières, mes veines (album Délivrance).
- 2018 : avec Laurent Ancion, chant sur En défiant la glace, titre présent sur l'album Tout au bord.
- 2019 : chant sur Ville nouvelle, chanson écrite par Vincent Delerm pour son documentaire Je ne sais pas si c'est tout le monde.

## Vidéo clips
- Ma colère de Laurent Tuel
- Si tu disais réalisé par l'Atelier de Spécialité Graphique à Bruxelles Speculoos[pas clair]
- Werewolf de Christophe Derouet
- Bruxelles Bleuette de Christophe Derouet
- Michka Soka, réalisé par l'artiste plasticien Daniel Daniel
- La Danse des ombres, réalisé par l'artiste plasticien Daniel Daniel
- Loon Plage, réalisé par l'illustratrice et animatrice Joanna Lohro
- Mes péchés s'accumulent de Simon Vanrie
- Dérive urbaine dans la ville cannibale de Simon Vanrie
- La Fissure (duo avec Jawhar) de Simon Vanrie

## Publications
- 1998 : illustrations pour La mer a disparu, de Michel Piquemal (Nathan, coll. Demi-lune)  (ISBN 2-09-275043-7)
- 2002 : illustrations pour Je suis un garçon, d'Arnaud Cathrine (L'école de loisirs coll. Neuf)  (ISBN 2-211-06496-5)
- 2004 : illustrations pour Paulette et Johnny (la coquette et l'oryctérope), de Marleen Cappellemans (Alice Eds, coll. Histoires comme ça)  (ISBN 2-874-260010)
- 2006 : illustrations pour Le Bobobook, de Stéphane Malandrin (La Joie de Lire)  (ISBN 2-882-58346-X)
- 2006 : illustrations et récit pour le livre-CD Le Mystère des couleurs, de Da Silva (Actes Sud Junior / tôt Ou tard, coll. toto Ou tartare)  (ISBN 2-742-764380)
- 2008 : illustrations pour Le Jour où j'ai trouvé une vache assise dans mon frigo, de Stéphane Malandrin (Sarbacane Editions)  (ISBN 978-2-84865-254-2)
- 2010 : Illustrations  pour Un océan dans ma baignoire d'Olivier Adam
- 2022 : Illustrations  pour Grand Déménagement de Mathieu Pierloot, Livre-disque, paroles Françoiz Breut, musique Claire Vailler et Mocke Depret, éditions Le Label dans la forêt

## Expositions
Françoiz Breut a exposé ses dessins, ses boîtes et les vidéos d'art faites autour de son travail en de nombreuses villes, dont :
- 1993 Atelier Lola — Les dessous du petit chaperon rouge / Vertou (Loire atlantique)
- 1993 Bibliothèque de la Manufacture / Nantes
- 1997 Intérieur Nuit Le grand Cordel / Rennes
- 1999 Galerie du Rayon vert /Nantes
- 2000 Juke box / Nantes
- 2000 Transmusicales / Rennes
- 2000 Galerie "Frédéric Sanchez / Paris
- 2001 Halles de Schaerbeek / Bruxelles
- 2003 Festival travelling "sésame ouvre toi " / Rennes
- 2003 Festival "iLLiko" ,expo collective / Kingersheim - Alsace
- 2001 Galerie du rayon vert / Nantes
- 2003 Espace culturel / Rezé
- 2005 Médiathèque / Saint-Sébastien-sur-Loire
- 2006 Villa Bernasconi / Genève
- 2007 Médiathèque de Vertou - expo collective / Vertou
- 2007 Onex "festival les créatives" / Genève
- 2009 Galerie Lemniscate / Toulouse
- 2011 Médiathèque / Vannes
- 2011 Le café perdu / Rouen
- 2012 Médiathèque / Saint-Égrève
- 2012 La charcuterie/ Bruxelles
- 2013 "L'Antipode" / Les embellies / Rennes
- 2015  Saint-Germain-lès-Corbeil
- 2016 Pointculture / Bruxelles
- 2019  Musée du Mont de piété  / Bergues

## Illustrations diverses
- 1999 : illustration pour le CD Black Session de Yann Tiersen (Labels)
- 2007 : illustration pour le CD Note-Book de Tazio&Boy (Humpty Dumpty Records)
- 2007 : illustrations pour le CD-livre Le Peuple des dunes de Da Silva (tôt Ou tard / Actes Sud Junior, coll. toto Ou tartare)